# 圣母无玷始胎圣殿主教座堂 (丹佛)
圣母无玷始胎圣殿主教座堂（Cathedral Basilica of the Immaculate Conception）是天主教丹佛总教区的主教座堂，位于美国丹佛市中心.堂内可容800人。

该堂建于1902-1911年，耗资$500,000，1921年祝圣。1979年升为宗座圣殿。1993年8月，若望保禄二世在此主持弥撒。